# Elizabeth Jennings
Pour le personnage de fiction, voir The Americans (série télévisée, 2013)#Distribution.
Elizabeth  Jennings (18 juillet 1926 – 26 octobre 2001), est une poétesse anglaise.

## Biographie
Elizabeth Jennings naît à Skirbeck, dans le Lincolnshire. Lorsqu’elle a six ans, sa famille emménage à Oxford, où elle demeure jusqu’à la fin de ses jours. Elle fait ses études secondaires à la Rye St Antony School, une école catholique alors située à Oxford, puis à la Oxford High School, puis est étudiante au St Anne's College de l'université d'Oxford.
À l’issue de ses études, elle devient bibliothécaire.
Les premières poésies de Jenning sont publiées dans l’Oxford Poetry, le New English Weekly, The Spectator, l’Outposts, ou encore le Poetry Review, mais elle ne publie aucun ouvrage avant ses 27 ans.
Gerard Manley Hopkins, Auden, Robert Graves, et Edwin Muir ont été les poètes lyriques qui l’ont influencée.
Son deuxième livre, A Way of Looking, remporte le Prix Somerset-Maugham. L’argent qu’elle gagne à cette occasion lui permet de passer trois mois à Rome. Ce séjour, propice à une révélation mystique, marque un tournant dans sa carrière.
Sa verve poétique, plus traditionnelle que novatrice, demeure célèbre pour son lyrisme et la maîtrise des règles de forme. Son œuvre fait montre d’une simplicité de versification caractéristique des poètes membres du mouvement britannique The Movement (en) : Philip Larkin, Kingsley Amis, et Thom Gunn.
Sa santé mentale reste fragile. Elle estime que si certains de ses accès ont contribué à son inspiration poétique, ses œuvres ne doivent cependant pas être considérées comme autobiographiques. Elles sont essentiellement empreintes de références catholiques.
Elle meurt à l’âge de 74 ans dans une maison de santé à Bampton, dans l’Oxfordshire, et elle est inhumée à Oxford au cimetière de Wolvercote.

## Hommages et distinctions
- 1953 : Prix décerné par les Arts Council of Great Britain, pour son ouvrage Poems, au titre d’un meilleur premier recueil de poésies.
- 1955 : prix Somerset-Maugham pour A Way of Looking[1].
- 1987 : prix WH Smith pour Collected Poems 1953–1985.
- 1992 : Commandeur de l'ordre de l'Empire britannique.
- 2001 : Docteur honoris causa (Doctor of Divinity), de l’université de Durham.

## Publications

### Poésie
- Poems, Oxford, Fantasy Press, 1953.
- A Way of Looking, Londres, André Deutsch, 1955.
- A Sense of the World, Londres, André Deutsch, 1958.
- Song For a Birth or a Death, Londres, André Deutsch, 1961.
- The Sonnets of Michelangelo (traduit par Jennings), Londres, Folio Society, 1961.
- Recoveries, Londres, André Deutsch, 1964.
- The Mind has Mountains, Londres, Macmillan, 1966.
- The Secret Brother and Other Poems for Children, Londres, Macmillan, 1966.
- Collected Poems 1967, Londres, Macmillan, 1967.
- The Animals’ Arrival, Londres, Macmillan, 1969.
- Lucidities, Londres, Macmillan, 1970.
- Relationships, Londres, Macmillan, 1972.
- Growing Points, Cheadle, Carcanet, 1975.
- Consequently I Rejoice, Cheadle, Carcanet, 1977.
- After the Ark, Oxford University Press, 1978.
- Selected Poems, Cheadle, Carcanet, 1979.
- Moments of Grace, Manchester, Carcanet, 1980.
- Celebrations and Elegies, Manchester, Carcanet, 1982.
- Extending the Territory, Manchester, Carcanet, 1985.
- Collected Poems 1953-1985, Manchester, Carcanet, 1986.
- Tributes, Manchester, Carcanet, 1989.
- Times and Seasons, Manchester, Carcanet, 1992.
- Familiar Spirits, Manchester, Carcanet, 1994.
- In the Meantime, Manchester, Carcanet, 1996.
- A Spell of Words: Selected Poems for Children, Londres, Macmillan, 1997.
- Praises, Manchester, Carcanet, 1998.
- Timely Issues, Manchester, Carcanet, 2001.
- New Collected Poems, Manchester, Carcanet, 2001.
- Elizabeth Jennings: The Collected Poems, Manchester, Carcanet, 2012.

### Anthologies et choix de poèmes
- The Batsford Book of Children’s Verse (illustré), Londres, Batsford, 1958.
- An Anthology of Modern Verse: 1940-1960, Londres, Methuen, 1961.
- Wuthering Heights and Selected Poems by Emily Brontë, Londres, Pan Books, 1967.
- A Choice of Christina Rossetti’s Verse, Londres, Faber and Faber, 1970.
- The Batsford Book of Religious Verse, Londres, Batsford, 1981.
- A Poet’s Choice, Manchester, Carcanet, 1996.

### Essais
- « The Difficult Balance », London Magazine, vol. 6, no 9, 1959, p. 27–30.
- « The Restoration of Symbols: The Poetry of David Gascoyne », Twentieth Century, no 165, juin 1959, p. 567–577.
- Let’s Have Some Poetry! (pour enfants), Londres, Museum Press, 1960.
- « Poetry and Mysticism: on re-reading Bremond », Dublin Review, no 234, 1960, p. 84–91.
- « The Unity of Incarnation: a study of Gerard Manley Hopkins », Dublin Review, no 234, 1960, p. 170–184.
- Every Changing Shape: Mystical Experience and the Making of Poems, Londres, André Deutsch, 1961 ; Manchester, Carcanet, 1996  (ISBN 978-1-85754-247-9).
- Poetry Today (British Council and National British League), Londres, Longmans, Green and Co., 1961.
- « Emily Dickinson and the Poetry of the Inner Life », Review of English Literature, vol. 3, no 2, avril 1962, p. 78–87.
- Frost (Robert Frost), Edinburgh, Oliver and Boyd, 1964.
- Christianity and Poetry, Londres, Burns & Oates, 1965.
- Reaching into Silence: a study of eight twentieth-century visionaries, New York, Barnes & Noble, 1974.
- Seven Men of Vision: an appreciation, Londres, Visa Press, 1976.
- « The State of Poetry », Agenda, vol. 27, no 3, automne 1989, p. 40–41.